# Sacramento Valley Railroad
A Sacramento Valley Railroad vasúttársaság 1852. augusztus 4-én alakult meg, ez volt az első tranzitvasúti társaság Kalifornia államban. Az építkezés pénzügyi és útjogi problémák miatt csak 1855 februárjában kezdődött meg, és az első vonat 1856. február 22-én közlekedett. Bár a legrégebbi működő vasút az államban az Arcata and Mad River Railroad volt, amely 1854. december 15-én kezdte meg működését,:41 a Sacramento Valley Railroad volt a Nyugat úttörő, bejegyzett vasútja, a Central Pacific Railroad elődje.
A vasúttársaság végül a Southern Pacific Railroad (SP) irányítása alá került; először az SP leányvállalata, a Northern Railway alá 1888-ban, majd tíz évvel később, 1898. április 14-én az SP alá.
Theodore Judah volt a Sacramento Valley Railroad főmérnöke. Judah később a Central Pacific Railroad főmérnöke lett, és az első transzkontinentális vasútvonal fő támogatója a Sierra Nevadán át a Dutch Flat-en keresztül.

## Lásd még
- California Central Railroad
- Kalifornia vasúti közlekedésének története